# Entartete Kunst (Ausstellung)
Die Ausstellung „Entartete Kunst“ war eine NS-Propagandaausstellung in München. Sie wurde am 19. Juli 1937 in den Hofgartenarkaden eröffnet und endete im November desselben Jahres. Parallel fand die einen Tag zuvor eröffnete „Erste Große Deutsche Kunstausstellung“ statt, so dass „Entartete Kunst“ und die vom Regime geförderte Kunst, die sogenannte „Deutsche Kunst“, gegenübergestellt wurden. Der Münchner Ausstellung folgte bis 1941 eine Wanderausstellung unter demselben Titel, die in zwölf Städten Station machte, jedoch teilweise andere Exponate zeigte.
Die Münchener Ausstellung wurde von Adolf Ziegler organisiert, der auch die vorhergegangenen Beschlagnahmungen leitete. So wurden von der Kommission um Ziegler in Sammlungen und Museen wie dem Wallraf-Richartz-Museum in Köln, dem Folkwang-Museum in Essen, der Kunsthalle in Hamburg, dem Landesmuseum in Hannover und der Neuen Abteilung der Nationalgalerie in Berlin als „entartet“ geltende Kunstwerke von über 100 Künstlern zur Verwendung in der Schau ausgesucht, von denen dann 600 tatsächlich gezeigt wurden. Sie repräsentierten die geschmähten Kunststile Expressionismus, Dadaismus, Surrealismus und Neue Sachlichkeit. Um eine „chaotisch“ erscheinende Wirkung zu erzielen, wurden die Werke in den Ausstellungsräumen absichtlich unvorteilhaft gehängt und mit Schmäh-Sprüchen an den Wänden versehen. Die gesamte Ausstellung war auf eine propagandistische Wirkung hin ausgerichtet. Die Ausstellung „Entartete Kunst“ hatte laut offiziellen Angaben 2.009.899 Besucher und war, auch wenn diese Zahl geschönt ist, bis dahin eine der meistbesuchten Ausstellungen Moderner Kunst.

## Vorgeschichte und Hintergrund
Der Münchener Ausstellung „Entartete Kunst“ gingen seit 1933 einige Ausstellungen voraus, in denen Moderne Kunst als „entartet“ präsentiert und sowohl Künstler als auch Beamte im Kulturwesen angegriffen wurden. Sie war 1937 kein singuläres Ereignis in München, sondern fiel mit der „Ersten Großen Deutschen Kunstausstellung“ als Gegenausstellung in einen Rahmen mit einer großen Anzahl von Kulturveranstaltungen im „Festsommer München 1937“.

### Vorgängerausstellungen
Der Ausstellung „Entartete Kunst“ gingen seit der Machtübernahme der Nationalsozialisten mehrere kleinere Ausstellungen voraus (sogenannte „Schandausstellungen“), die sich aggressiv gegen als „entartet“ diffamierte Kunst wendeten. So wurde bereits am 8. April 1933 von Hans Adolf Bühler, dem kurz zuvor ernannten Direktor der Kunsthalle Karlsruhe, der zugleich stellvertretender Direktor der Deutschen Kunstgesellschaft war, die Ausstellung „Regierungskunst von 1918 bis 1933“ eröffnet. Die in ihr ausgestellten Werke stammten von Künstlern, die vom „Kampfbund für deutsche Kultur“ als „entartet“, „kunstbolschewistisch“ und „zersetzend“ bezeichnet worden waren. Mit ihrer Inszenierung dieses Kunstverständnisses nahm die Karlsruher Ausstellung eine Vorbildposition für weitere Ausstellungen dieser Art ein.
In verschiedenen Museen fanden Ausstellungen statt, mit denen Direktoren und Museumsbeamte, die sich für Moderne Kunst engagiert hatten und deshalb entlassen worden waren, öffentlich kritisiert werden sollten. So richteten die Nürnberger Galerie am Königstor und das Schlossmuseum in Dessau sogenannte „Schreckenskammern“ ein.
Die Ausstellung „Entartete Kunst“ wurde am 23. September 1933 im Lichthof des Neues Rathauses in Dresden eröffnet. Ausgestellt waren 207 Werke, hauptsächlich von Dresdner Künstlern aus der Städtischen Kunstsammlung. Anschließend wurde die Ausstellung in zwölf Orten gezeigt, wo jeweils Werke der örtlichen Sammlungen integriert wurden. 1935 wurde sie abermals in Dresden als Teil der Sächsischen Kunstausstellung und auf dem Reichsparteitag gezeigt, 1936 in den Räumen des Kunst- und Gewerbevereins Regensburg und danach unter anderem in München und Darmstadt.
Die Ausstellungen unterschieden sich zwar in ihrem Aufbau und den einzelnen Propagandamaßnahmen, waren aber in ihrer Ausrichtung auf die Verunglimpfung von Künstlern und Museumsbeamten gleich. Kritisiert wurde vor allem die Verschwendung von Steuergeldern für die Anschaffung von Kunstwerken sowie deren Inhalte und Intentionen, die als die „Volksmoral“ verunglimpfend und „Kretins und Huren“ verherrlichend gebrandmarkt wurden.

### Das Münchner Ausstellungsumfeld 1937
1937 war ein besonders aktives Jahr der Münchner Kulturszene. Neben den beiden großen Ausstellungen, der „Entarteten Kunst“ und der „Ersten Großen Deutschen Kunstausstellung“ im neu eröffneten Haus der Deutschen Kunst, gab es eine Vielzahl von anderen Veranstaltungen. Dabei wird deutlich, dass ab etwa Juni dieses Jahres nur noch Künstler in München ausstellen konnten, die keine Probleme mit der nationalsozialistischen Herrschaft und Kunstauffassung hatten.
In der ersten Hälfte des Jahres gab es noch Ausstellungen moderner Künstler, zum Beispiel in der Galerie von Günther Franke, die erst Aquarelle und Gemälde von Emil Nolde, dann Aquarelle, Zeichnungen, Holzschnitte und Lithographien von Franz Marc sowie Skizzenbuchblätter von August Macke ausstellte. Die Ablehnung der Modernen Kunst wurde jedoch zunehmend radikaler zur Schau gestellt und spielte bei Entscheidungen, die Ausstellungen betrafen, eine bedeutendere Rolle. Gauleiter Adolf Wagner hatte am 2. Juni Joseph Goebbels gemeldet, dass es bei der Auswahl der Werke für die Erste Große Deutsche Kunstausstellung zu Problemen gekommen sei, weil die aus Künstlern bestehende Jury bei der Wahl mehr ihrem eigenen Geschmack und der Meinung zu den Künstlern als der offiziellen Kunstauffassung gefolgt wäre. Goebbels bezeichnete die ihm vorgelegten Werke als „trostlose Beispiele des Kunstbolschewismus“ und flog am 5. Juni mit Hitler nach München, wo dieser persönlich in die Auswahl eingriff. Nach diesem Vorfall wurde die in der Neuen Pinakothek geplante Ausstellung Neuere deutsche und französische Kunst abgesagt. Im November wurde dann in der Bibliothek des Deutschen Museums die Ausstellung „Der ewige Jude“ eröffnet, die wegen des Besucherzuspruchs verlängert wurde. Sie wurde von Joseph Goebbels und Julius Streicher eröffnet und zeigte Fotos, Statistiken und Gemälde. Diese Ausstellung wurde ausdrücklich als „große politische Schau“ angekündigt und sollte dem Publikum vor Augen führen, dass „ein Abwehrkampf gegen das Judentum und die Judenplage geführt werden müsse“.
Demgegenüber gab es viele Ausstellungen, in denen von den Nationalsozialisten geschätzte Kunst präsentiert wurde. Die meisten standen im Zusammenhang mit dem „Festsommer München 1937“. Er umfasste die Feierlichkeiten zum Tag der Deutschen Kunst sowie die Wiedereröffnung des Residenzmuseums, die Ausstellung „Das deutsche Gamswild“ oder die Ausstellung „Altdeutsche Graphik“ in der Neuen Pinakothek. Den Höhepunkt all dieser Ereignisse bildete die Eröffnung des Hauses der Deutschen Kunst und der Ersten Großen Deutschen Kunstausstellung durch Adolf Hitler, der zu diesem Anlass seine programmatischste Rede zur Kunst hielt. Insgesamt besuchten 1937 nach Angaben des statistischen Landesamtes 1.165.000 Menschen München, davon 162.731 aus dem Ausland. Damit war es das bis dahin beste Besucherergebnis der Stadt.

## Vorbereitung

### Erste Planungen und Vorbereitungen

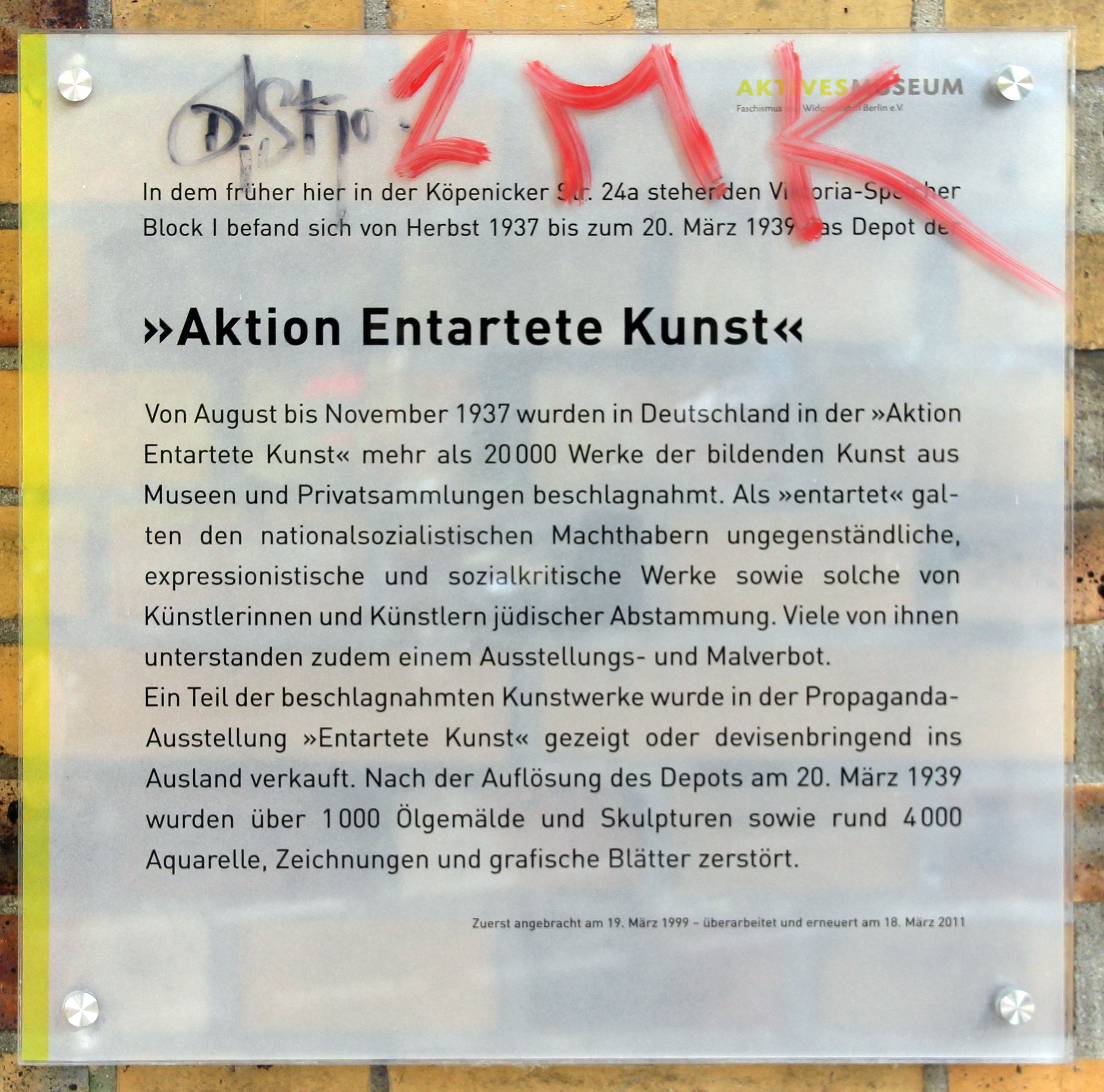
Gedenktafel am Haus Köpenicker Str. 24a, in Berlin-Kreuzberg

Das Reichsministerium für Volksaufklärung und Propaganda begann im Frühjahr 1937 mit Planungen einer Ausstellung, in der die Leistungen der nationalsozialistischen Bewegung seit 1933 auf gesellschaftlichem und politischem Gebiet präsentiert werden sollten. Sie fand von Mai bis August 1937 in Berlin statt und zeigte 3000 Fotografien, Statistiken und Graphiken, die den wirtschaftlichen Erfolg darstellten. Zudem wurde überlegt, parallel eine Kampagne gegen die Moderne Kunst zu führen. Das Ministerium fragte deshalb im April beim „Kunstschriftsteller“ Wolfgang Willrich an, ob er Material für eine Ausstellung mit dem geplanten Titel „Gebt mir vier Jahre Zeit“ zusammenstellen könne. Dabei wurde Willrich klargemacht, dass es die Intention des Propagandaministers sei, dass „ein klarer Gegensatz geschaffen werde (gewissermaßen ein Schwarz-Weiß-Kontrast) zwischen - wie er sich ausdrückte - 'den Künsten von damals und der Kunst unserer Tage'“. Willrich bezweifelte, dass eine größere Zahl von Kunstwerken zu beschaffen sei, da außer den Werken der Dresdner Wanderausstellung die meisten modernen Kunstwerke immer noch von sympathisierenden Museumsdirektoren geschützt würden. Das Reichspropagandaministerium erteilte Willrich Vollmachten, damit er auch Zutritt zu magazinierten Beständen der Museen erhalten würde.
So begann Willrich noch im selben Monat zusammen mit dem Hamburger Zeichenlehrer und Prähistoriker Walter Hansen mit dem Sichten von Material für die geplante Ausstellung, und zwar in der Neuen Abteilung der Nationalgalerie und im Kupferstichkabinett in Berlin. Dabei erhielten beide Zugang zu Beständen, die „zu ihrem Schutz“ in den Jahren seit 1933 abgehängt und in die Magazine gebracht worden waren. Sie fertigten Notizen an, wobei sie dem Vorbild der Dresdner Ausstellung und dem Buch Willrichs (Säuberung des Kunsttempels) folgten. Die geplante Ausstellung sollte gezielt vorgeblich „entartete“ Kunstwerke mit Fotografien der nationalsozialistisch anerkannten Kunst konfrontieren.

### Orientierung nach München und Einrichtung der Ausstellung
Da sich im Reichspropagandaministerium mehrere Abteilungen um die Kompetenzen stritten und dies die Arbeiten behinderte, nahm Goebbels stärkeren Einfluss auf die Planung. Er orientierte sich nun bei der Suche eines Ausstellungsortes nach München, wo die geplante Exposition der „Ersten Großen Deutschen Kunstausstellung“ gegenübergestellt werden sollte, und beauftragte Adolf Ziegler, Kunstwerke für die Ausstellung zu sichten. Dieser bildete eine Kommission, der der Personalreferent des Reichserziehungsministeriums Otto Kummer, der Direktor des Folkwang-Museums Klaus Graf von Baudissin, Wolfgang Willrich, sowie der Reichsbeauftragte für künstlerische Formgebung Hans Schweitzer angehörten. Nachdem die Kommission in Köln, Hamburg, Essen und Hannover Kunstwerke gesichtet hatte, erschien sie am 7. Juli in Berlin. Der Direktor der Neuen Abteilung der Nationalgalerie, Eberhard Hanfstaengl, wollte die Ziegler-Kommission nicht empfangen und überließ diese Aufgabe seinem Kustos Paul Ortwin Rave. Die Kommission besichtigte die dritte Etage, auf die die Werke der am meisten verachteten Künstler verbannt und von der bereits die privaten Leihgaben entfernt worden waren. Die Gemälde, Aquarelle und Zeichnungen von Pechstein, Nolde, Kirchner, Schmidt-Rottluff, Marc, Macke und anderen wurden auf die Liste der zu konfiszierenden Werke gesetzt. Zum Teil kam es zu Diskussion über die Einschätzung einzelner Bilder, so bei dem Gemälde „Sylt“ von Erich Heckel, das von Schweitzer kritisiert wurde, Ziegler dagegen nicht als hinreichend „entartet“ für eine Konfiszierung erschien. Auf diese Weise liefen auch die übrigen Durchsuchungen im Vorfeld der ersten Beschlagnahmungswelle in den Museen ab. Die ausgewählten Werke sollten mit drei Informationen aufgelistet werden, die Angaben, wann es angekauft wurde, unter welchem Direktor dies geschah und wie hoch der Preis war. Spätestens am dritten Tag nach dem Besuch der Kommission wurden die ausgewählten Bilder nach München gesandt.
| Vorbereitung (externe Weblinks) - Die Dadaismuswand mit den schiefgehängten Bildern während des Hitlerbesuchs (Memento vom 6. Januar 2004 im Internet Archive) |

Der Ausstellungsort in München war das Archäologische Institut in den Hofgartenarkaden. Im Erd- und Obergeschoss wurden die Räume der Gipssammlung leer geräumt und Stellwände eingezogen, die die Fenster halb verschlossen und die eigentliche Wanddekoration und Bemalung der Ausstellungsräume verstecken sollten. Die Bilder wurden an diesen Wänden möglichst eng und hoch gehängt, teilweise ohne Rahmen. Ein besonderes Merkmal der Münchner Ausstellung „Entartete Kunst“ war es, neben die Kunstwerke den Namen des Künstlers, den Titel des Werkes, das Museum sowie Ankaufsdatum und den Kaufpreis direkt auf die Wand zu schreiben. Ebenfalls auf die Wände wurden zudem diffamierende Sprüche und Karikaturen aufgemalt. Anhand von Fotos der „Dadaismus-Wand“ kann die dynamische Entwicklung der Hängung beispielhaft nachvollzogen werden: Am 16. Juli ist Hitler vor schief hängenden Gemälden von Kurt Schwitters zu sehen, während diese zur Eröffnung am 19. Juli gerade hingen. Ebenso wurde der sechste Raum einmal, der siebte Raum mehrmals für den Publikumsverkehr gesperrt, da in beiden noch Veränderungen vorgenommen wurden, während die Ausstellung bereits eröffnet worden war. Ab der zweiten Ausstellungswoche war der siebte Raum zudem nur noch Journalisten und Besuchern mit Sondergenehmigung zugänglich. Daneben bereitete die kurze Zeitspanne, die zur Vorbereitung der Ausstellung zur Verfügung stand, Probleme. So konnten die Ausstellungsräume im Erdgeschoss erst am 22. Juli, drei Tage nach der offiziellen Eröffnung, dem Publikum zugänglich gemacht werden, weil die Organisatoren nicht rechtzeitig mit der Einrichtung fertig geworden waren.

## Die Ausstellung

### Obergeschoss
| Die Ausstellung (externe Weblinks) - Holzkruzifix von Ludwig Gies am Treppenaufgang (Memento vom 23. Juli 2002 im Internet Archive) - Bild der Dadaismuswand (Memento vom 26. August 2002 im Internet Archive) - Schriftzug in Raum fünf (Memento vom 2. September 2006 im Internet Archive) |

Der Rundgang durch die Ausstellung begann im Obergeschoss. Auf dem Treppenabsatz, noch vor Betreten des ersten Raumes, konnte der Besucher das Holzkruzifix von Ludwig Gies sehen, das er 1921 als Entwurf für ein Ehrenmal angefertigt hatte, was einen Skandal ausgelöst hatte, und das seit 1923 als Erwerbung des dortigen Museumsvereins im Städtischen Museum Stettin gehangen hatte. Es leitete auf die im ersten Ausstellungsraum gezeigten Kunstwerke hin, die alle christliche Motive zeigten. Emil Nolde war dabei mit den meisten Werken vertreten, darunter der neunteilige Altar Das Leben Christi und das Gemälde Christus und die Sünderin. Daneben waren etwa die Bilder Kreuzabnahme von Max Beckmann, Elias von Christian Rohlfs und Pharisäer von Karl Schmidt-Rottluff zu sehen.
Im Gegensatz dazu waren die Werke im zweiten Raum nicht aufgrund eines thematischen Zusammenhangs ausgewählt worden, sondern stammten alle von jüdischen Künstlern. Unter anderem waren dort von Marc Chagall die Bilder Dorfszene und Winter zu sehen, des Weiteren ein Selbstporträt von Ludwig Meidner, Musikanten, Mandolinenspieler von Jankel Adler, Zwei schwebende Figuren von Hans Feibusch und die Exotische Landschaft von Gert Wollheim. Auf der den Bildern gegenüberliegenden Wand waren Schriftzüge, Bemerkungen und Fotografien angebracht. So gab es eine Liste mit Namen, die um Bezeichnungen wie „Jude“ oder „Bauhauslehrer“ ergänzt wurde. Zudem waren auf die Wand Sprüche wie „Aufmarschplan der Kulturbolschewisten“ oder das Zitat Kurt Eisners „Der Künstler muß als Künstler Anarchist sein“ geschrieben worden.
Im dritten Raum wurden mit Wandsprüchen thematisch geordnete Werkgruppen präsentiert. Unter dem Motto „Verhöhnung der deutschen Frau Ideal: Kretin und Hure“ wurden Aktgemälde von Max Ernst, Ernst Ludwig Kirchner, Otto Mueller, Paul Kleinschmidt und Karl Hofer ausgestellt. Auch die von den Nationalsozialisten stark angefeindeten gesellschaftskritischen Werke wurden in diesem Raum gezeigt. So wurden die Bilder Kriegskrüppel und Schützengraben von Otto Dix, die mit der Dresdner Wanderausstellung schon durch Deutschland gereist waren, als „Gemalte Wehrsabotage“ kommentiert. Im dritten Raum hingen Bilder von Max Pechstein, Schmidt-Rottluff, Kirchner und Müller. Zudem war in diesem Raum die so genannte Dadaismus-Wand installiert worden. Es waren sorgfältig einige Details aus Werken Wassily Kandinskys vergrößert auf die Wand gemalt worden, was wahrscheinlich zeigen sollte, dass jeder solche Werke malen könne, und den Werken damit ihren Wert absprach. Über die Wandbemalung waren zwei Merzbilder von Kurt Schwitters, Sumpflegende von Paul Klee sowie zwei Ausgaben der Zeitschrift Dada gehängt. Kommentiert wurde dieses ungeordnet wirkende Ensemble mit dem aus dem Zusammenhang gerissenen Zitat „Nehmen Sie Dada ernst – es lohnt sich!“ von George Grosz.

Werke im dritten Raum (Auswahl)
Drei Frauen von Otto Mueller, 1915
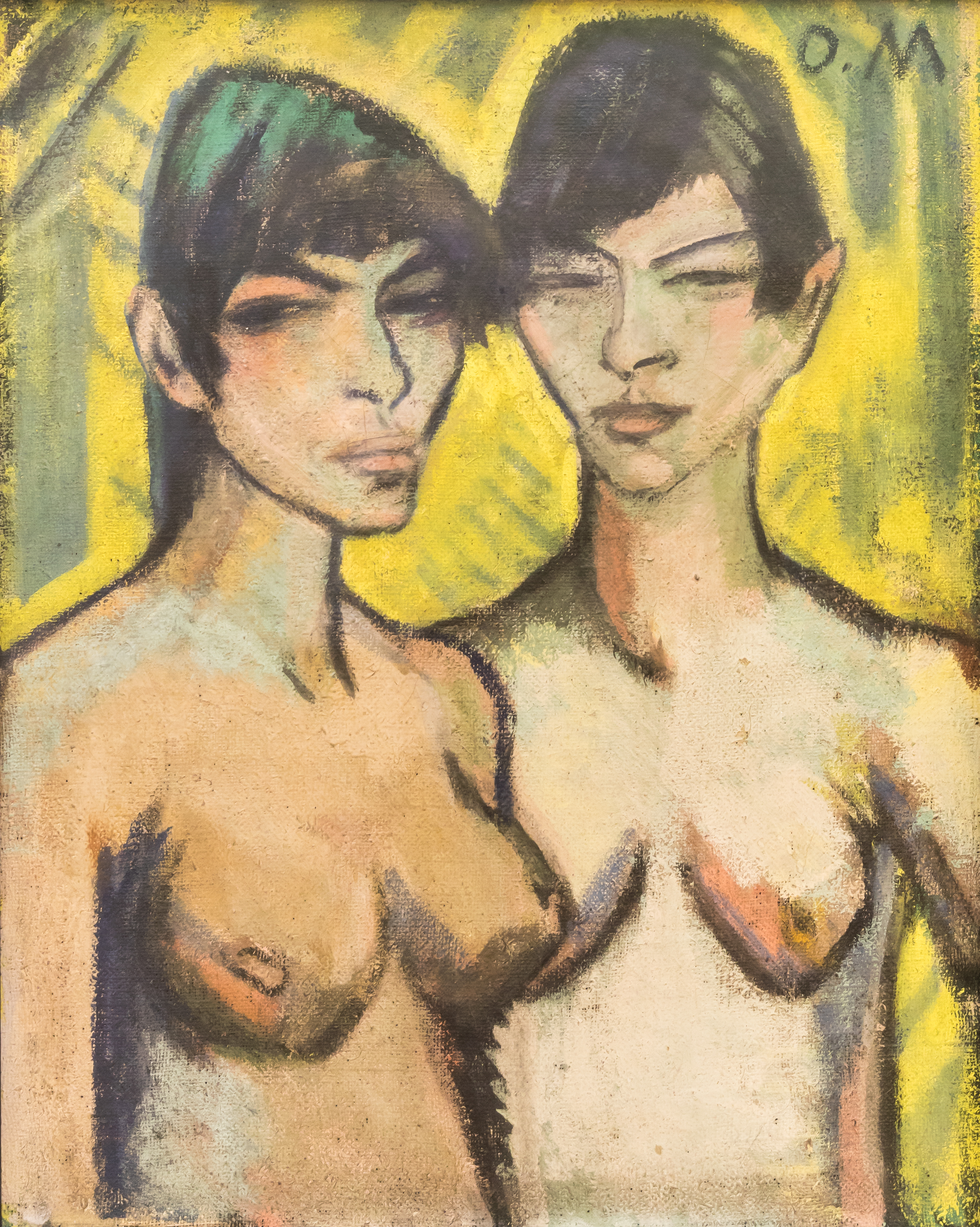
Zwei weibliche Akte von Otto Mueller, 1921
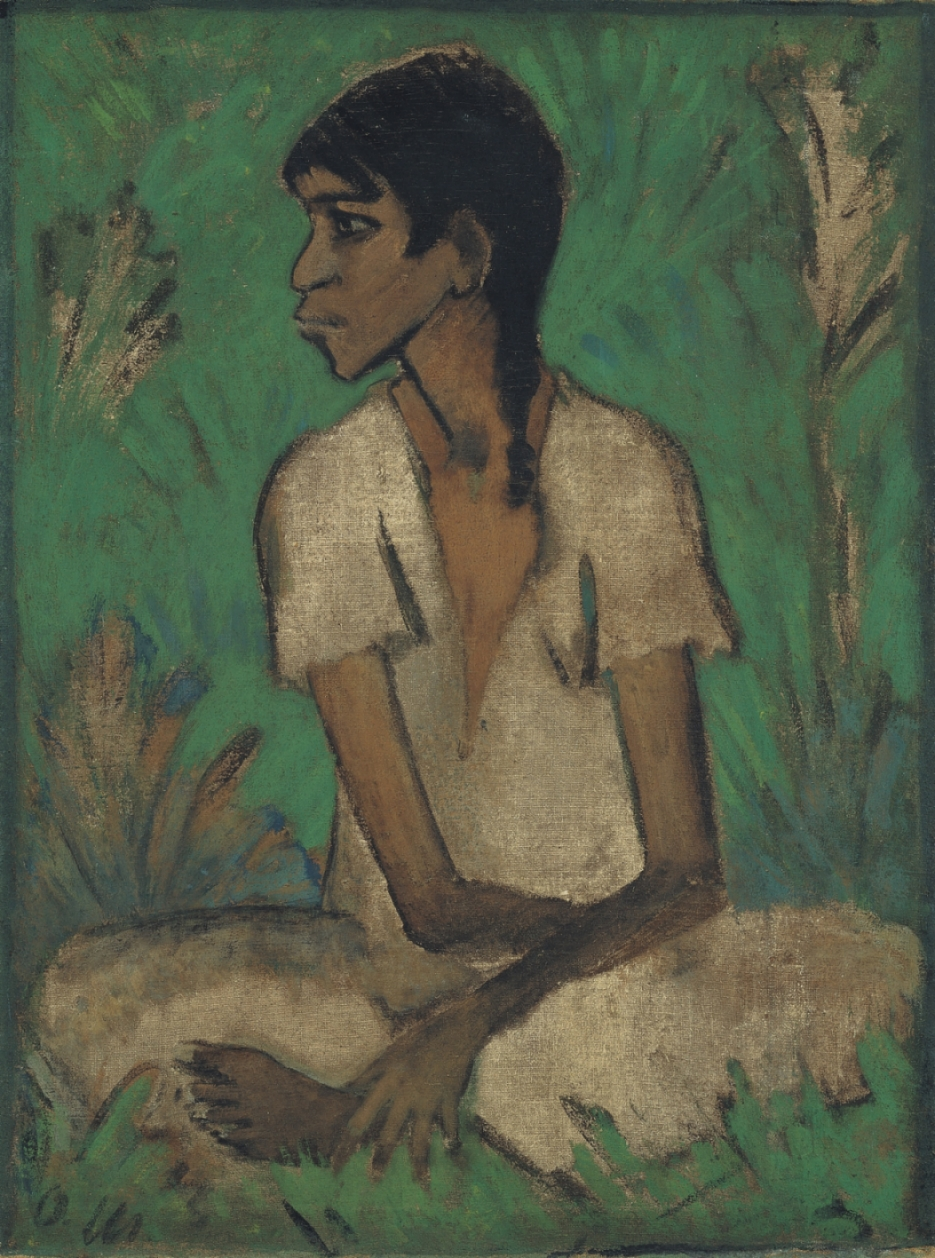
Zigeunerin von Otto Mueller, 1926
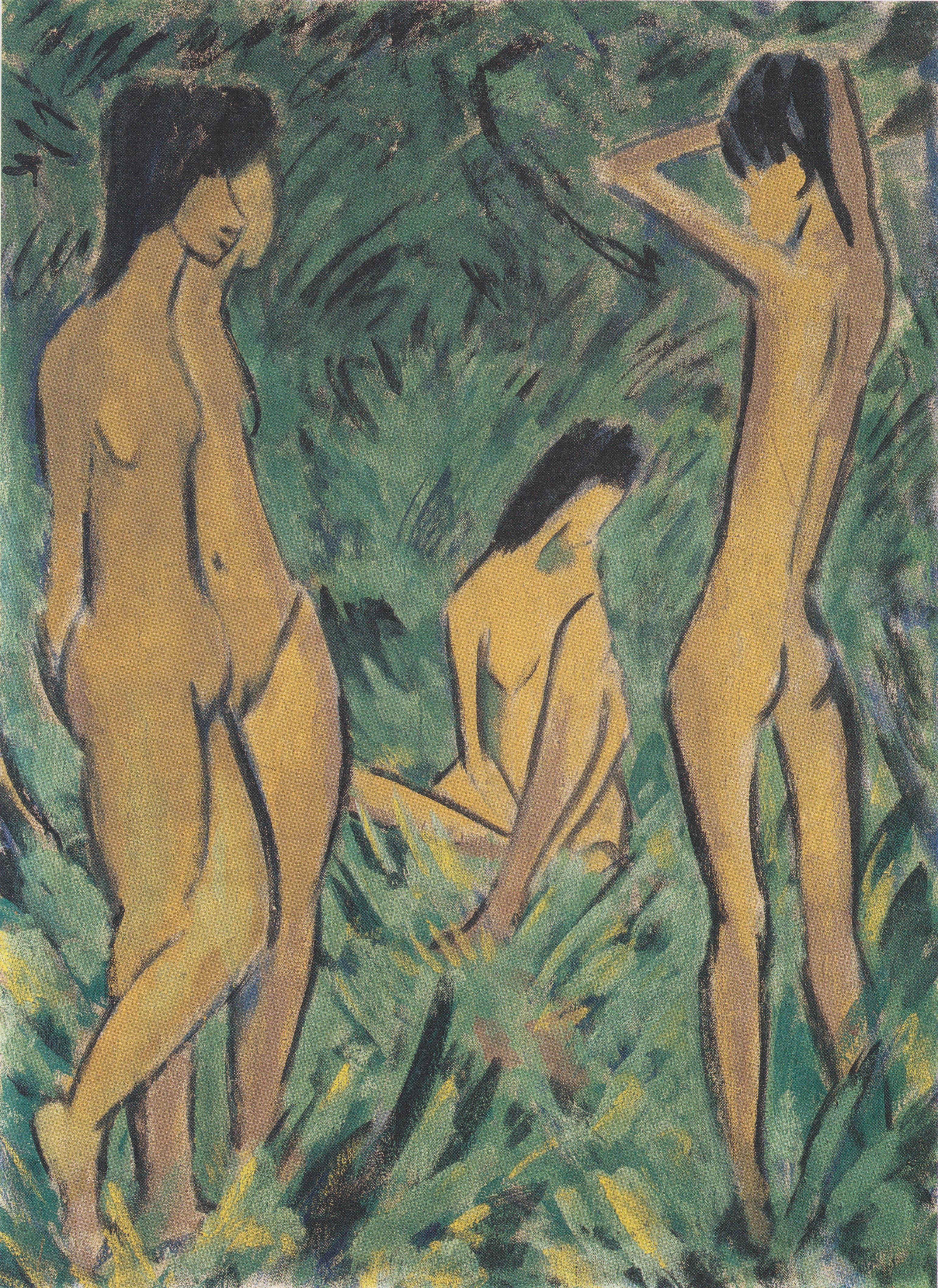
Knabe vor zwei stehenden und einem sitzenden Mädchen von Otto Mueller, 1919
Sumpflegende von Paul Klee, 1919

Für den vierten Raum waren Bilder ausgewählt worden, die keinen thematischen Zusammenhang hatten. Die Werke von den Brücke-Künstlern Erich Heckel, Schmidt-Rottluff, Pechstein, Nolde und Kirchner sowie Oskar Kokoschka, Beckmann und Rohlfs waren nur mit dem Künstlernamen, Titel, Museum und Kaufpreis versehen. Wandbeschriftung und Texttafeln fehlten. Dies änderte sich wieder im folgenden fünften Raum. Unter der Überschrift Wahnsinn wird Methode hingen fünf Bilder von Johannes Molzahn, unter Verrückt um jeden Preis sieben stufenartig gehängte Bilder von Kandinsky, zu denen keine weiteren Informationen oder Angaben zum Werk angegeben waren. Mit diesen Parolen sollte den Werken jegliche Ernsthaftigkeit abgesprochen werden. Neben den Werken Kandinskys folgten sieben Stadtansichten, die von Lyonel Feininger gemalt worden waren. Weiterhin wurden expressionistische Landschaften und Stillleben von Schmidt-Rottluff und Kirchner sowie weitere Werke, die unter anderem von Oskar Moll, Ernst Wilhelm Nay und Hanna Nagel gemalt worden waren, ausgestellt.
Im sechsten Raum fehlten Beschriftungen zu den gezeigten Kunstwerken fast vollständig. Nur vereinzelt waren Angaben zum Ankauf und zum Museum, dem das Werk gehörte, angegeben. Mit Werken von Lovis Corinth, darunter Ecce Homo und Trojanisches Pferd, war eine ganze Wand behangen. Der Name des Künstlers war erst auf die Wand geschrieben, dann aber übermalt worden. In diesem Raum wurde mit Franz Marcs Der Turm der blauen Pferde auch das berühmteste Bild der Ausstellung gezeigt. Es wurde jedoch aus der Ausstellung entfernt, nachdem der Deutsche Offiziersbund bei der Reichskammer der bildenden Künste dagegen protestierte, dass Bilder eines verdienten Soldaten, der im Ersten Weltkrieg bei Verdun gefallen war, in der Ausstellung gezeigt würden.

Werke im sechsten Raum (Auswahl)
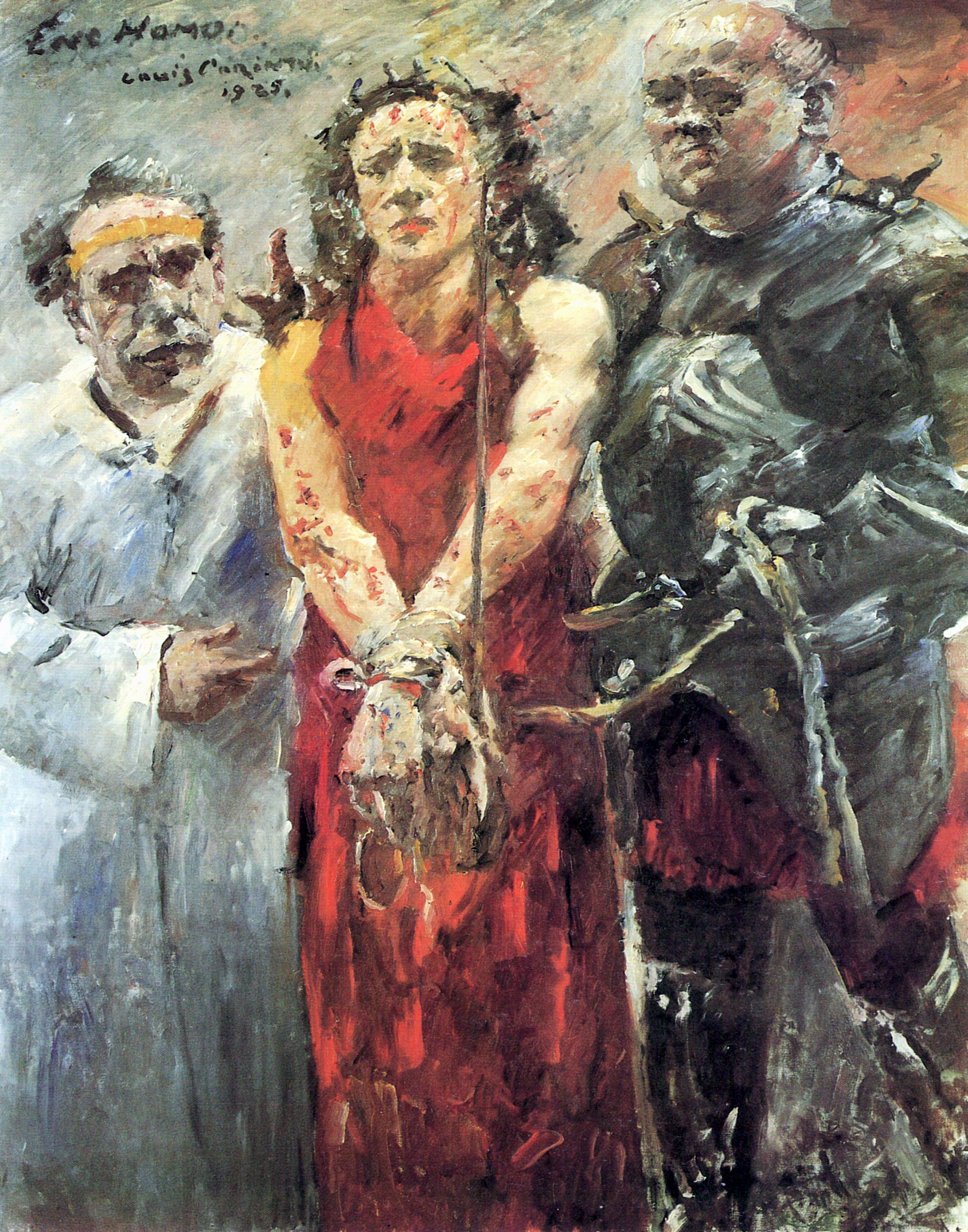
Ecce Homo von Lovis Corinth, 1925
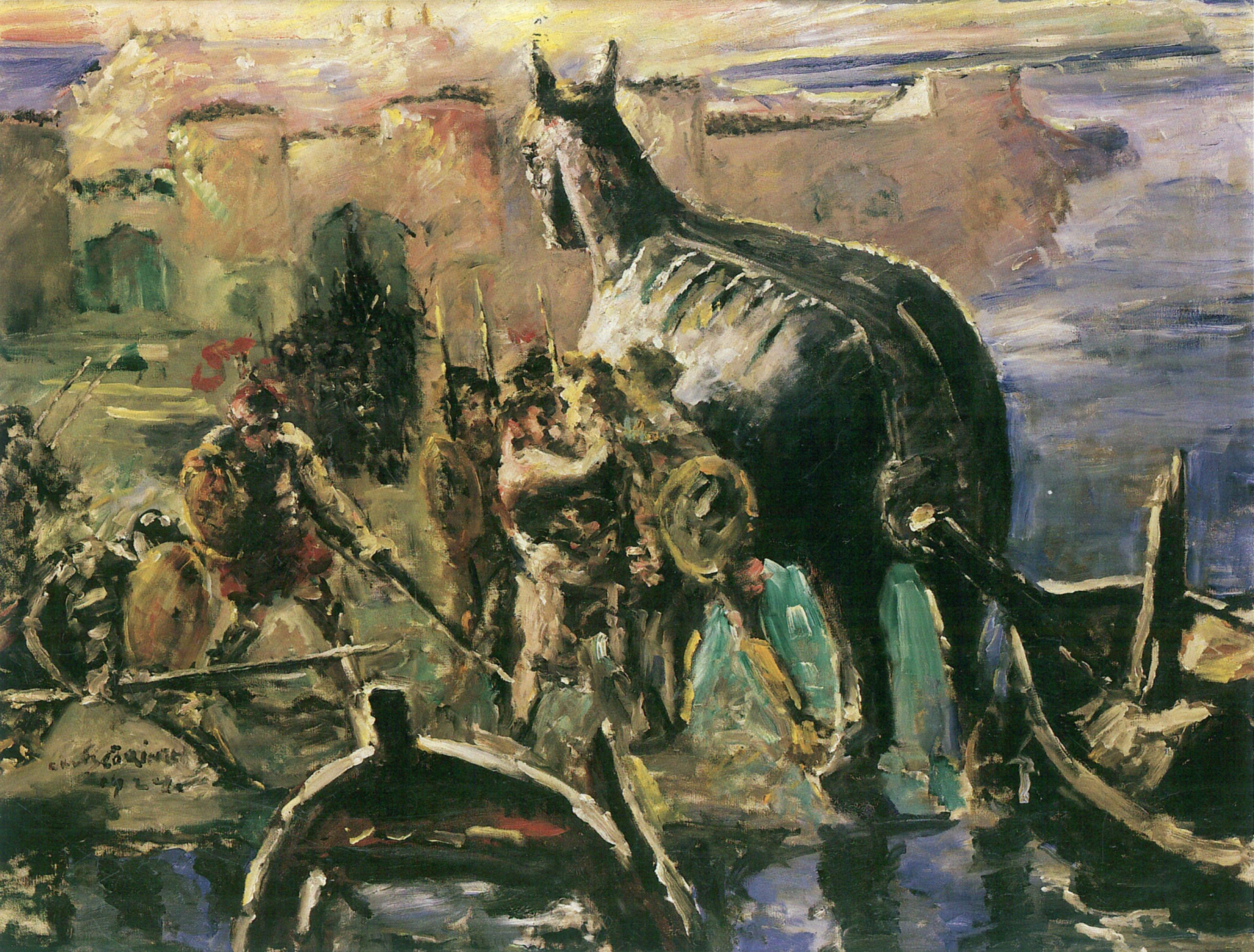
Das trojanische Pferd von Lovis Corinth, 1924
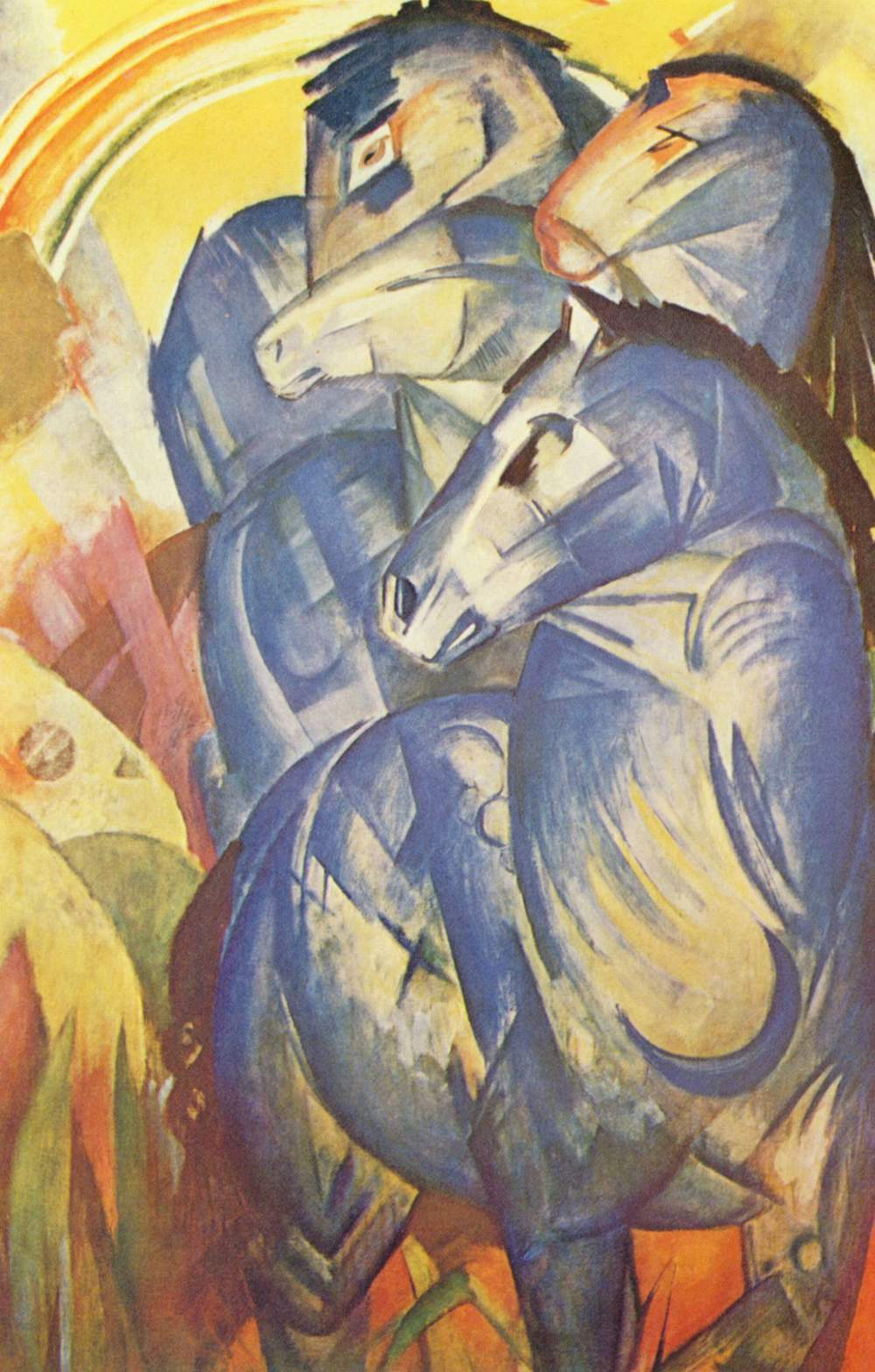
Der Turm der blauen Pferde von Franz Marc, 1913
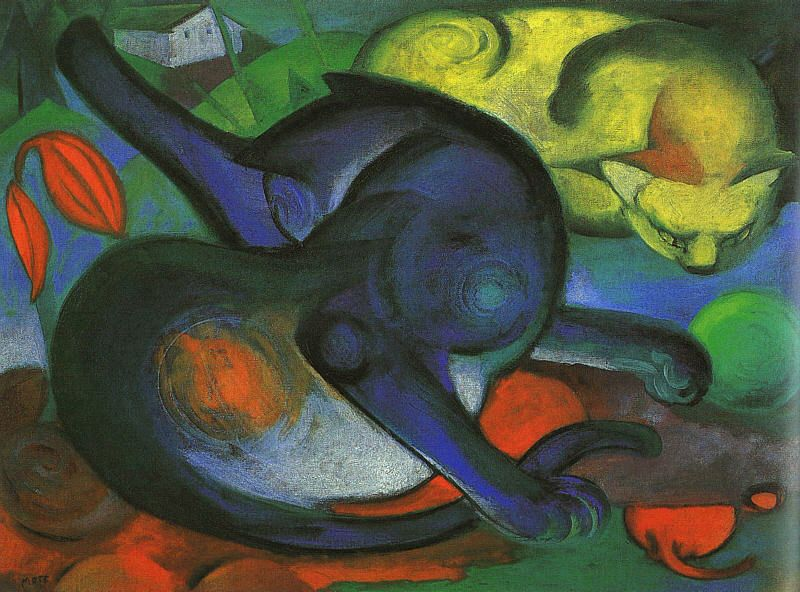
Zwei Katzen in Blau und Gelb von Franz Marc, 1912

Über der Tür zum siebten Raum war der Schriftzug Sie hatten vier Jahre Zeit angebracht, der auf den Schlusssatz „Nun deutsches Volk, gib uns die Zeit von vier Jahren, und dann urteile und richte uns.“ aus Hitlers Regierungserklärung vom 1. Februar 1933 anspielte. In diesem Raum waren Werke von Hochschulprofessoren, die seit 1933 entlassen worden waren, ausgestellt. Es war bis auf den Kommentar „Solche Meister unterrichteten bis heute deutsche Jugend!“ nicht mit Schriftzügen und Werkinformationen versehen, da ursprünglich angebrachte Beschriftungen übermalt worden waren, auch wenn sie immer noch durchschienen. Die in Raum sieben gezeigten Bilder stammten von Paul Bindel, Fritz Burger-Mühlfeld, Karl Caspar und dessen Frau Maria Caspar-Filser, Werner Heuser, Oskar Kokoschka, Edvard Munch, Heinrich Nauen, Hans Purrmann und Edwin Scharff. Darüber hinaus zu sehen waren Bilder der Verstorbenen August Macke, Franz Marc und Paula Modersohn-Becker.

### Erdgeschoss
Im Erdgeschoss verlagerte sich der Schwerpunkt der ausgestellten Werke von Ölgemälden zu Aquarellen, Grafiken und Büchern. Im Gegensatz zur Präsentation im Obergeschoss gab es überhaupt keine inhaltliche Gliederung der ausgestellten Werke. Nur vereinzelt wurden der Künstler einer Werkgruppe oder die Herkunft eines Sammlungsteils angegeben, an einigen der Rahmen war der Herkunftsort mit Kreide vermerkt. Wahrscheinlich aufgrund der wenigen Informationen berichtete die Presse kaum über diesen Teil der Ausstellung. Ebenso gibt es kaum schriftliche Aufzeichnungen von Besuchern.

Großer Kopf von Otto Freundlich auf dem Titelblatt des Ausstellungsführers 1937

Im Vorraum des Erdgeschosses waren zwei Skulpturen ausgestellt. Die eine war die Figur Schmied von Hagen, die aus Holz gefertigt war, von Ernst Ludwig Kirchner, die andere der Kopf aus Gips (Großer Kopf) von Otto Freundlich, dem die Ausstellungsmacher den diffamierend gemeinten Titel Der neue Mensch gaben; der Kopf war auf dem Titelblatt des Ausstellungskatalogs abgebildet. Im sich anschließenden ersten Raum des Erdgeschosses wurden an einer Wand Bilder aus der Dresdner Wanderausstellung, darunter Werke von Guido Hebert, Constantin von Mitschke-Collande, Pol Cassel, Friedrich Skade und Hans Grundig aufgehängt. Weiterhin hingen dort die Gemälde Römisches (oder: Fünf Figuren im Raum) und Konzentrische Gruppe sowie drei weitere von Oskar Schlemmer. In den Vitrinen des ersten Raumes lagen Bände der Zeitschrift Junge Kunst aus. Des Weiteren waren in ihnen das Buch Kunst und Macht von Gottfried Benn, der Gedichtband Klänge mit Holzschnitten von Kandinsky und weitere Werke ausgestellt.
Im zweiten Raum war über einer ganzen Wand das aus dem Zusammenhang gerissene Künstlerzitat „Wir ziehen es vor unsauber zu existieren als sauber unterzugehen, unfähig aber anständig zu sein überlassen wir verbohrten Individualisten und alten Jungfern, keine Angst um den guten Ruf. Wieland Hertzfeld Malik Verlag.“ In den darüber befindlichen Stichkappen hingen Bilder wie Sizilianerin und Kind mit grüner Halskette von Alexej von Jawlensky, Arbeiter vor Fabrik von Dix und Melancholie von Schmidt-Rottluff. Des Weiteren hingen in diesem Raum Gemälde von Nolde, Heckel, Drexel und Kokoschka. In den Vitrinen des zweiten Raumes wurden vor allem Grafiken aus Dresdner Museumsbesitz und dem Kupferstichkabinett Berlin sowie Werke aus Essener und Düsseldorfer Museumsbesitz gezeigt, darunter die Radierungen Kreuzabnahme von Max Beckmann und Im Café von George Grosz sowie der Holzschnitt Ziegelei b. Darel von Schmidt-Rottluff.
Eine Auflistung der diffamierten Künstler findet sich in der Kategorie:Künstler in Ausstellungen „Entartete Kunst“.

## Wirkung

### Propaganda

Handzettel zur Ausstellung

Seite aus dem Ausstellungsführer „Entartete Kunst“

Die Ausstellung „Entartete Kunst“ war mit ihrem Gegenstück, der „Ersten Großen Deutschen Kunstausstellung“, als doppelte Propagandaschau konzipiert, in der systematisch als „entartet“ geltende Kunstwerke der vom System geförderten „reinen deutschen Kunst“ gegenübergestellt wurden. Diese Gegenüberstellung war in der Tat auch deshalb nötig, da keine klaren Definitionen für „entartete“ und „reine deutsche“ Kunst bestanden, sondern beide nur in der direkten Konfrontation Konturen verliehen bekamen. Die Ausstellung war so konzipiert, dass die von den Nationalsozialisten abgelehnte Kunst radikal angegriffen wurde. Jüdische Künstler wurden für ihren Glauben beziehungsweise ihre Abstammung angegriffen, marxistische oder pazifistische Künstler für ihre Weltanschauung. Dies geschah durch an den Wänden angebrachte Zitate: Zum einen durch Zitate von Mitgliedern und Sympathisanten der nationalsozialistischen Bewegung, in denen die angeblich „entartete“ Moderne Kunst angegriffen wurde; zum anderen durch aus dem Zusammenhang gerissene Äußerungen von Vertretern und Unterstützern dieser Kunst, so dass ein falscher bzw. bewusst verfälschter Eindruck der Intentionen der Künstler vermittelt wurde.
Der Wortlaut der Schriftbänder an der Wand lässt konkret darauf schließen, dass sie auf Wolfgang Willrich zurückgingen, der auch die Anfang 1937 erschienene Schmähschrift Säuberung des Kunsttempels verfasst hatte (einige der Sprüche ähneln stark Sätzen aus diesem Werk).
Die Presse berichtete ausführlich und in sensationell aufgemachten Artikeln über die Ausstellung, wobei besonders die hohe Besucherzahl und die Zahl der ausländischen Besucher betont wurden. Der Ton der Berichte war dabei in den meisten Fällen polemisch. Sie griffen gewöhnlich die Propaganda der Nationalsozialisten in Bezug auf die Kunst auf. Weiterhin versuchte das Reichspropagandaministerium, eine möglichst hohe Zahl von Besuchern zu erzielen. Mit einem Zutrittsverbot für Personen unter 21 Jahren wurde quasi eine Aura des Verbotenen um die Moderne Kunst geschaffen und damit die „Attraktivität“ des Ganzen noch erhöht. Dazu passte, dass Gruppenreisen für NSDAP-Mitglieder organisiert wurden.
Ein besonderes Element der Propaganda rund um die Ausstellung „Entartete Kunst“ stellt der Ausstellungsführer „Entartete Kunst“ dar. Er nimmt nicht direkt auf die Ausstellung Bezug, sondern präsentiert in Form einer Broschüre allgemein die Position der Nationalsozialisten in Bezug auf die „Entartete Kunst“ sowie deren Vorstellung, was „Entartete Kunst“ überhaupt ist. Der Führer zur Ausstellung war nicht von Anfang an geplant und erschien erst gegen Ende der Ausstellung, weshalb die einzelnen kritisierten Werkgruppen mit Zitaten Adolf Hitlers aus der Rede zur Eröffnung des Hauses der Deutschen Kunst kommentiert wurden.

### Reaktionen
Die Reaktionen auf die Ausstellung „Entartete Kunst“ waren geteilt. Der überwiegende Teil der Besucher lehnte die gezeigten Kunstwerke ab und folgte in ihrer Beurteilung den Ausstellungsmachern. Von ihnen habe jedoch nur eine geringe Zahl die Ideologie der Nationalsozialisten fanatisch aufgegriffen, während der Großteil eine ehrliche Entrüstung über die gezeigte Kunst gezeigt habe. Einige Besucher notierten sich Informationen zu den Bildern, dabei vor allem die Kaufsummen, und beschimpften die Direktoren und Beamten, die diese Käufe getätigt hatten. Einige diskutierten auch vorsichtig über die Werke, während andere wiederum lachend die Bilder betrachteten. Vor den Werken einiger Künstler konnte auch Befremden über die Ausstellung ihrer Werke als „entartet“ wahrgenommen werden, so zum Beispiel vor der Wand mit Bildern Lovis Corinths, dessen Name nicht angebracht war, aber dessen bekannte Werke (siehe oben) sofort von den Besuchern als von besonderer Qualität beurteilt wurden.
Auch ausländische Gäste schlossen sich zum Teil der nationalsozialistischen Sicht auf die Kunst an. Die ägyptische, politische Künstlergruppe Art et liberté sprach sich in ihrem Manifest Long live degenerate art gegen die Diffamierung aus.
Dagegen hatten einzelne Sammler, darunter der Hannoversche Fabrikant Bernhard Sprengel und Josef Haubrich aus Köln, den Mut, ihre eigenen Sammlungen moderner Kunst durch den bewussten Ankauf von Kunstwerken, die von den Nazis als „entartet“ aussortiert wurden, zu vervollständigen. Ähnlich verfuhren auch einige ausländische Kunstmuseen, u. a. das Kunstmuseum Basel.
In ausländischen Zeitungen wurde in der Tat teilweise die Ansicht vertreten, die hohe Zahl von Besuchern der Ausstellung bedeute eine „Wallfahrt zur gepriesenen Moderne“. Diese Deutung wurde scharf von nationalsozialistischen Zeitungen angegriffen, und auch Augenzeugen wie Paul Ortwin Rave bestätigten, dass nur ein geringer Anteil der Besucher kam, um sich von den Kunstwerken zu verabschieden, die nun explizit von den Nationalsozialisten gebrandmarkt waren.

### Bedeutung für Künstler und Kunstpolitik (derExpressionismusstreit)

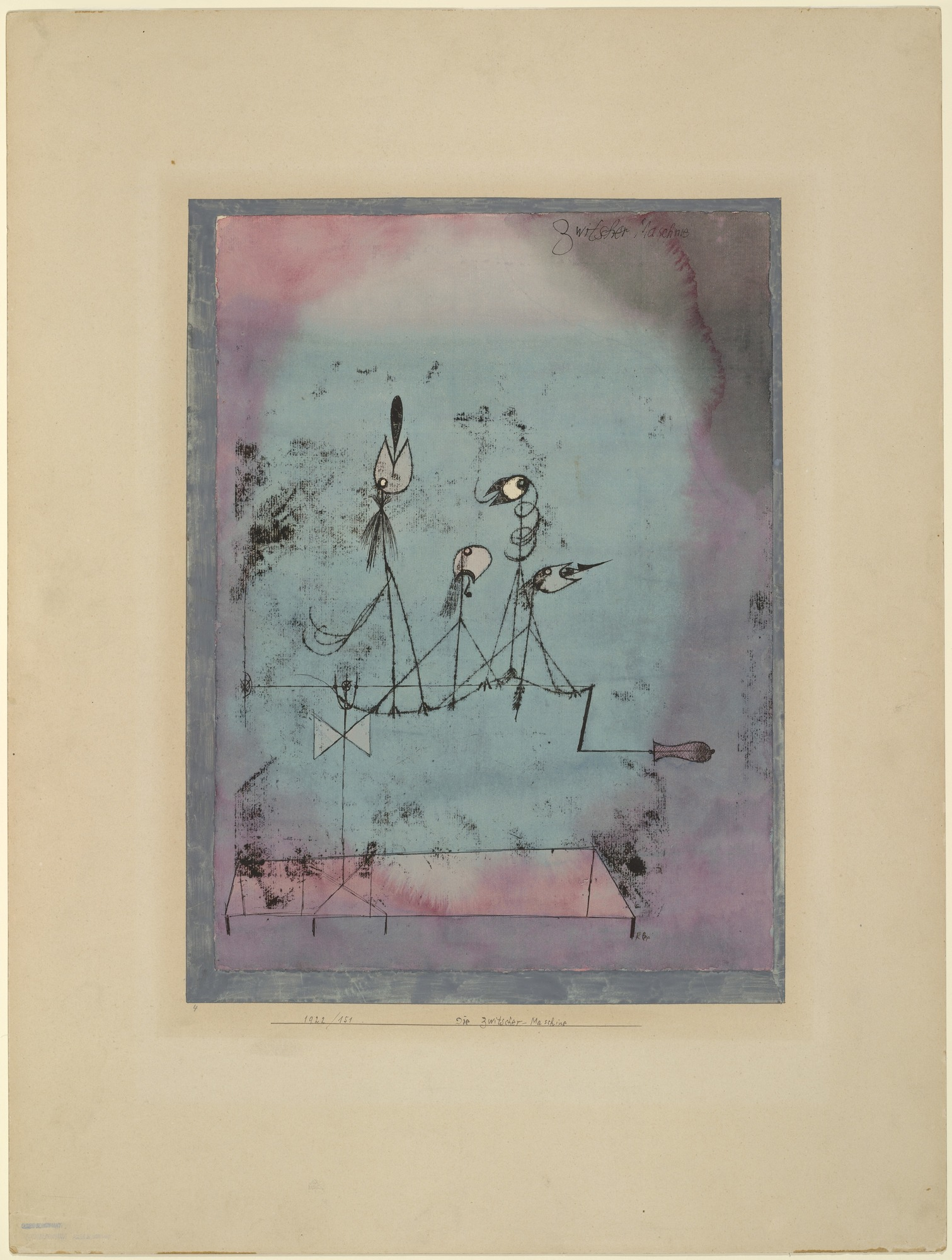
Paul Klees Die Zwitscher-Maschine (1922) aus der Ausstellung wurde über Curt Valentin 1939 vom Museum of Modern Art, New York, erworben.

Die Ausstellung „Entartete Kunst“ stand am Ende einer Auseinandersetzung zur Kunst innerhalb der nationalsozialistischen Bewegung, die schließlich durch Adolf Hitler selbst entschieden wurde: Bis in das Jahr 1937 hinein standen sich zwei konträre Positionen im Expressionismusstreit gegenüber: Die eine, prominent vertreten durch Joseph Goebbels, sympathisierte mit dem Expressionismus als „deutscher, nordischer Kunst“, die andere Meinung, die von Alfred Rosenberg, war die von Adolf Hitler selbst: sie richtete sich entschieden gegen die Moderne Kunst und setzte sich durch.
Der Ausstellung ging die erste große Beschlagnahmungsaktion in deutschen Museen voraus. Zuvor hatten viele von ihnen Werke, die als „entartet“ galten, nur in ihre Magazine eingelagert und somit dem Zugriff der Nationalsozialisten entzogen. Nun konnte jedoch die Ziegler-Kommission mit einer offiziellen Vollmacht auch diese Bestände sichten. Noch während die Ausstellung in München geöffnet war, kam es zu einer weiteren Beschlagnahmungswelle, so dass der Großteil der als „entartet“ geltenden Kunstwerke im Museumsbesitz aus diesen entfernt wurden. Sie wurden zentral in Berlin gesammelt. Einige von ihnen wurden im Zuge der Verwertung Entarteter Kunst ins Ausland verkauft oder versteigert, einige verbrannt. Der von der Goebbelsschen Fraktion sehr geschätzte Emil Nolde war nach der Meinung Adolf Hitlers und seiner Anhänger „besonders entartet“ und demgemäß in der Ausstellung am häufigsten – und im ersten Saal – vertreten.

## Nachwirkungen

### Wanderausstellung „Entartete Kunst“

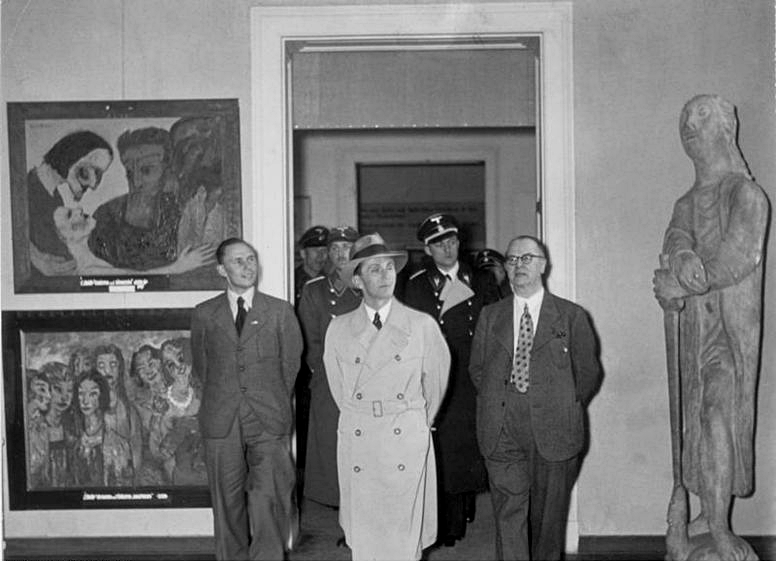
Joseph Goebbels (Mitte) beim Besuch der Wanderausstellung „Entartete Kunst“ in Berlin am 27. Februar 1938, begleitet vom Ausstellungsleiter Hartmut Pistauer (links); Werke von Marcks und Nolde.

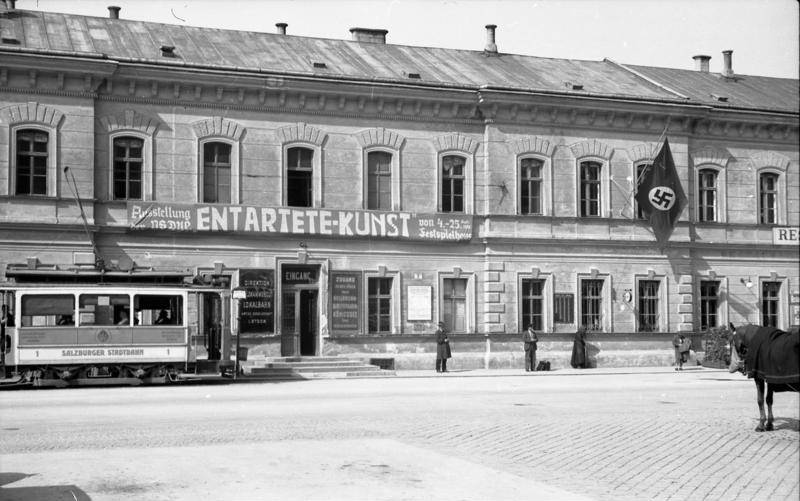
Werbung für die Ausstellung im Salzburger Festspielhaus

Im Anschluss an die Münchner Ausstellung wurde eine Wanderausstellung, die ebenfalls den Titel „Entartete Kunst“ trug, eingerichtet, die zwischen 1938 und 1941 in verschiedenen Städten im Deutschen Reich Station machte, darunter etwa in Berlin im Haus der Kunst am Königsplatz 4, Düsseldorf im Kunstpalast, Hamburg, Leipzig, Salzburg und Wien. Die Auswahl der ausgestellten Werke unterschied sich zum Teil von der in München, auch weil die Ausstellungsmacher nun aus insgesamt 17.000 beschlagnahmten Werken auswählen konnten. Diese Auswahl wurde von Station zu Station verändert und angepasst, was auch zum Teil mit der sich ändernden politischen Lage bis 1941 zu tun hatte. Zudem wurde die propagandistische Wirkung verstärkt vorbereitet. So lag ein Begleitheft vor, es wurden Plakate verteilt und die Auswahl der Werke stärker unter diesem Gesichtspunkt durchgeführt. Die Rekonstruktion der Wanderausstellung ist schwieriger als die der Münchener Ausstellung. Es sind weniger Fotodokumente erhalten und weniger Publikationen erschienen. So erschien die erste größere Untersuchung der einzelnen Stationen der Wanderausstellung erst 1995 mit dem Buch von Christoph Zuschlag, seiner 1991 in Heidelberg abgeschlossenen Dissertation.

### Ausstellungen
Die Ausstellung „Entartete Kunst“ wurde u. a. durch die erwähnte Wanderausstellung ergänzt bzw. rezipiert und verarbeitet. Bereits 1938 kam es in London zu einer Gegenausstellung. Nach dem Zweiten Weltkrieg nahm die Zahl solcher Ausstellungen zu. Ein Beispiel ist die Ausstellung „Entartete Kunst“. Bildersturm vor 25 Jahren, die 1962 im Haus der Kunst in München veranstaltet wurde. Mitte Februar 1991 wurde im Los Angeles County Museum of Art die Ausstellung „Degenerate Art“ eröffnet, in der 170 der 650 im Jahr 1937 in München gezeigten Bilder und Plastiken präsentiert wurden. Diese Ausstellung wurde mit einem breit gefächerten Begleitprogramm, das Vorträge, Filmvorführungen, Konferenzen, Konzerte und Symposia umfasste, ergänzt. Die Ausstellung in Los Angeles fiel in eine Zeit, in der die Kunst und wie weit diese gehen darf in den USA in der Diskussion stand, und wurde somit zu einem Politikum. 2007, zum 70. Jubiläum der Ausstellung „Entartete Kunst“, wurden einige Ausstellungen veranstaltet, die sich vor allem mit dem Schicksal der Kunstwerke der Museen befassten. So zum Beispiel im Sprengel-Museum in Hannover und in der Kunsthalle Bielefeld.

### Forschung
Zur Rekonstruktion der Münchner Ausstellung „Entartete Kunst“ wurden vor allem die zahlreichen Fotografien, das Buch Kunstdiktatur im Dritten Reich von Paul Ortwin Rave, in dessen Anhang Künstler, Ölgemälde und eine geschätzte Zahl von ausgestellten Grafiken aufgeführt sind, ein sachlicher Artikel des Kunstkritikers Bruno E. Werner in der Deutschen Allgemeinen Zeitung vom 20. Juli 1937 und eine Aufzählung von Werken in der Deutschen Allgemeinen Zeitung vom 24. Juli herangezogen. Für das 1987, zum 50. Jubiläum der Münchner Ausstellung „Entartete Kunst“, erschienene Buch „Die ‚Kunststadt’ München 1937. Nationalsozialismus und ‚Entartete Kunst’“, in dem erstmals eine vollständige Rekonstruktion versucht wurde, wurden weiterhin Notizen von Carola Roth und Briefe des Kustos der Bayerischen Staatsgemäldesammlungen Ernst Buchner an Eberhard Hanfstaengl ausgewertet. So wurde weitgehend die Hängung der Exponate nachvollzogen. Trotzdem gibt es in einigen Einzelfällen keine Klarheit. So führte der Bericht Werners aus, dass im siebten Raum auch ein Selbstporträt von Paula Modersohn-Becker ausgestellt wurde. In der vier Tage später erschienenen Werkaufzählung wurde dieses Bild nicht erwähnt, ebenso im Buch Raves. Auch ist dieses Selbstporträt auf keinem Foto nachzuweisen.
Bei der Vorbereitung einer Ausstellung von Werken Otto Freundlichs im Jahr 2017 wurde beim Vergleich historischer Fotografien entdeckt, dass die Skulptur Großer Kopf, die auf dem Titel des Ausstellungsführers zur „Entarteten Kunst“ zu sehen war, während der Wanderung der Ausstellung abhandengekommen und danach durch eine Fälschung ersetzt worden war.
Im März 2003 wurde die Forschungsstelle „Entartete Kunst“ gegründet, die am Kunsthistorischen Institut der Freien Universität Berlin eingerichtet wurde. Seit April 2004 ist sie ebenfalls am Kunsthistorischen Seminar der Universität Hamburg mit einem eigenen Schwerpunkt vertreten.

## Ausstellungsführer
- Entartete „Kunst“. Ausstellungsführer. München/Berlin 1937.
  - Nachdruck in: Peter-Klaus Schuster (Hrsg.): Nationalsozialismus und „Entartete Kunst“. Die Kunststadt München 1937. Prestel-Verlag, München 1987, S. 183–216.
  - Nachdruck: Berlinische Galerie (Hrsg.): Entartete „Kunst“. Ausstellungsführer. Walther König, Köln 1988.